# Zespół pałacowo-parkowy w Łysomicach
Zespół pałacowo-parkowy w Łysomicach – klasyczny pałac rodziny Dominirskich oraz park z końca XIX w. znajdujący się w Łysomicach.
Po przekształceniach 1989-1990 obiekt przejęła Agencja Własności Rolnej.

## Historia
Budowę murowanego dworu w Łysomicach rozpoczął Edward Donimirski, który objął zakupiony przez ojca majątek w 1867 r. Po śmierci Edwarda w 1907 dobra łysomickie odziedziczyła wdowa Helena Donimirska, a od 1913 jako właściciel Łysomic figuruje Jan Donimirski, który pełnił wiele zaszczytnych urzędów, np. szambelana papieskiego.